# Мария Комнина (дъщеря на Андроник I Комнин)
Мария Комнина (на гръцки: Μαρία Κομνηνή) е византийска принцеса от втората половина на XII век, дъщеря на император Андроник I Комнин.
Родена е около 1166 г. и е дъщеря на Андроник I Комнин от законната му съпруга – византийка, чието име не е известно.
През 1182 г. 16-годишната Мария успява да избяга от Константинопол, прекосява проливите и се появява в Синопе на Понта, където по това време се намирал баща ѝ. Там Мария се явила при Андроник и му разказала за положението в двореца и настроението в столицата. През това време хората на императрицата Мария Антиохийска и протостратора Алексий Комнин издирвали напразно Мария в столицата. В тази връзка Никита Хониат съобщава, че Мария била малко копие на баща си и също като него била дарена от природата с умението да се измъква ловко от преследвачите си. Според Евстатий Солунски Мария вдъхновила Андроник I Комнин да поведе бунт срещу регентство на Мария Антиохийска и Алексий Комнин, уверявайки го, че населението на Константинопол го боготвори.
Някъде след месец май 1182 г., когато Андроник I застава начело на властта в Константинопол, Мария се омъжва за Теодор Синадин – член на едно от най-знатните аристократични семейства в столицата. Бракът обаче се оказва нещастен, а Теодор Синадин умира ненадейно скоро след сватбата, като според слуховете той бил отровен по заповед на императора, а роля в смъртта му дори приписвали на самата Мария.
След смъртта на първия ѝ съпруг Мария Комнина се омъжила повторно за мъж на име Роман, когото според Евстатий Солунски река Истър (Дунав) довлякла до Константинопол, за да стане зет на императора.
Скоро след това Андроник I изпраща новия си зет в Дирахиум, където той трябвало да помага на тамошния управител Йоан Дука при защитата на града и областта му от нашествията на норманите от Южна Италия. Там обаче Роман започнал да краде от градската хазна и средствата, отпускани за защитата на града. Злоупотребите му отслабили защитата на Дирахиум и злепоставили пред централната власт управителя Йоан Дука, който предпочел да попадне в плен на норманите пред това да изпита лично гнева на Андроник I Комнин върху себе си. В крайна сметка Дирахиум е превзет от норманите на 5 август 1185 г.
Липсват други сведения за живота на Мария Комнина и съдбата ѝ след преврата на Ангелите през септември 1185 г., който сложил трагичен край на управлението на Андроник I Комнин.

## Цитирана литература
- ((el)) Varzos, Konstantinos (1984). Η Γενεαλογία των Κομνηνών, B. Thessaloniki: Centre for Byzantine Studies, University of Thessaloniki, OCLC 834784665, архив на оригинала от 11 април 2019, https://web.archive.org/web/20190401112859/https://www.kbe.auth.gr/sites/default/files/bkm20b.pdf